# 戎桥
戎桥（日语：えびすばし）是日本大阪市中央区道頓堀川上的一座桥梁。
戎桥地处大阪市中心南部心斋桥商业区的中心位置，桥北侧是心斋桥筋商店街的南端，桥南侧是戎橋筋商店街以及南海难波站，交通十分繁忙。平均每天有20万人(休息日达到35万人) 通过戎桥。
1925年（大正14年），建造了这座钢筋混凝土拱桥。2007年（平成19年）改建为目前的桥梁。
1985年、2003年阪神虎取得優勝时、2001年大阪近鐵野牛取得優勝时、2002年国际足联世界杯日本队获胜时，许多年轻人从桥上跳入道頓堀川。

## 图集

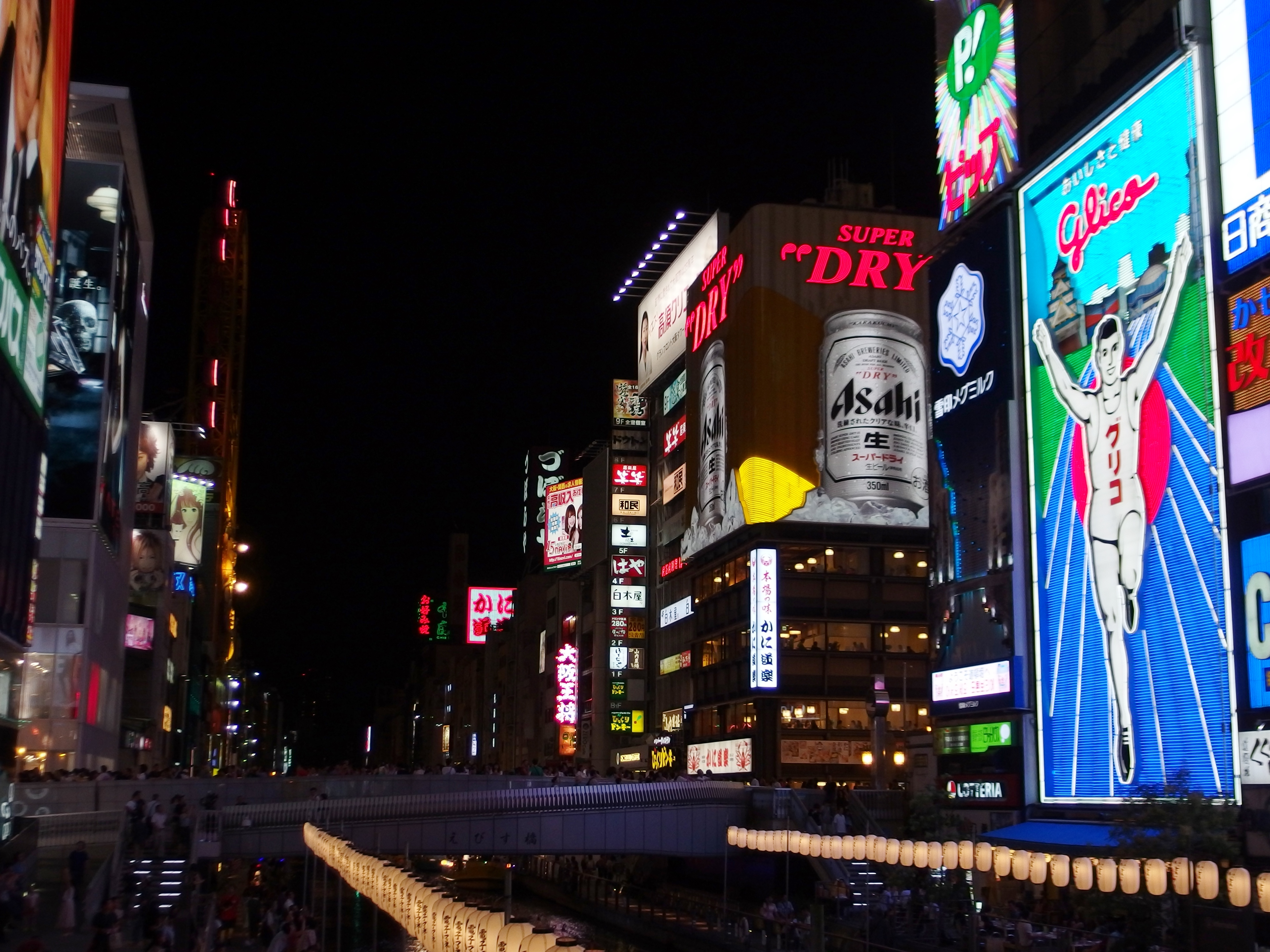
2014年8月
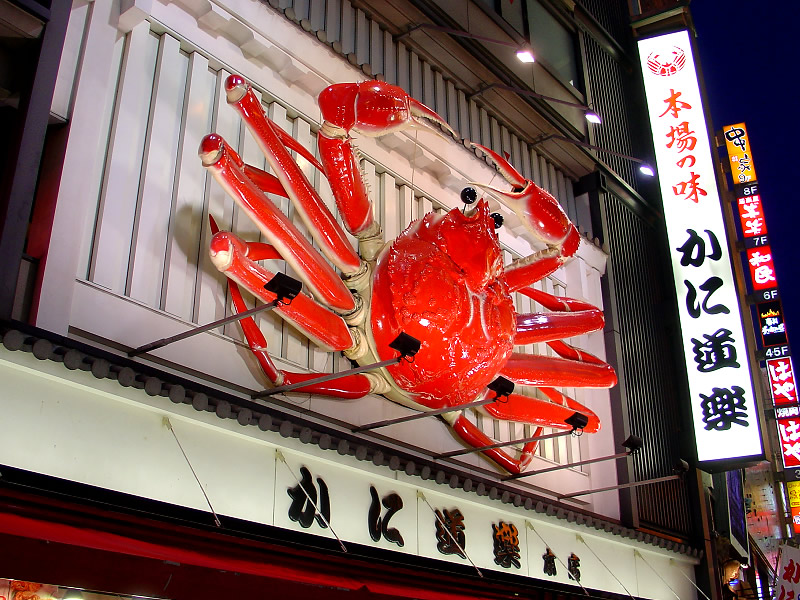
蟹道乐总店
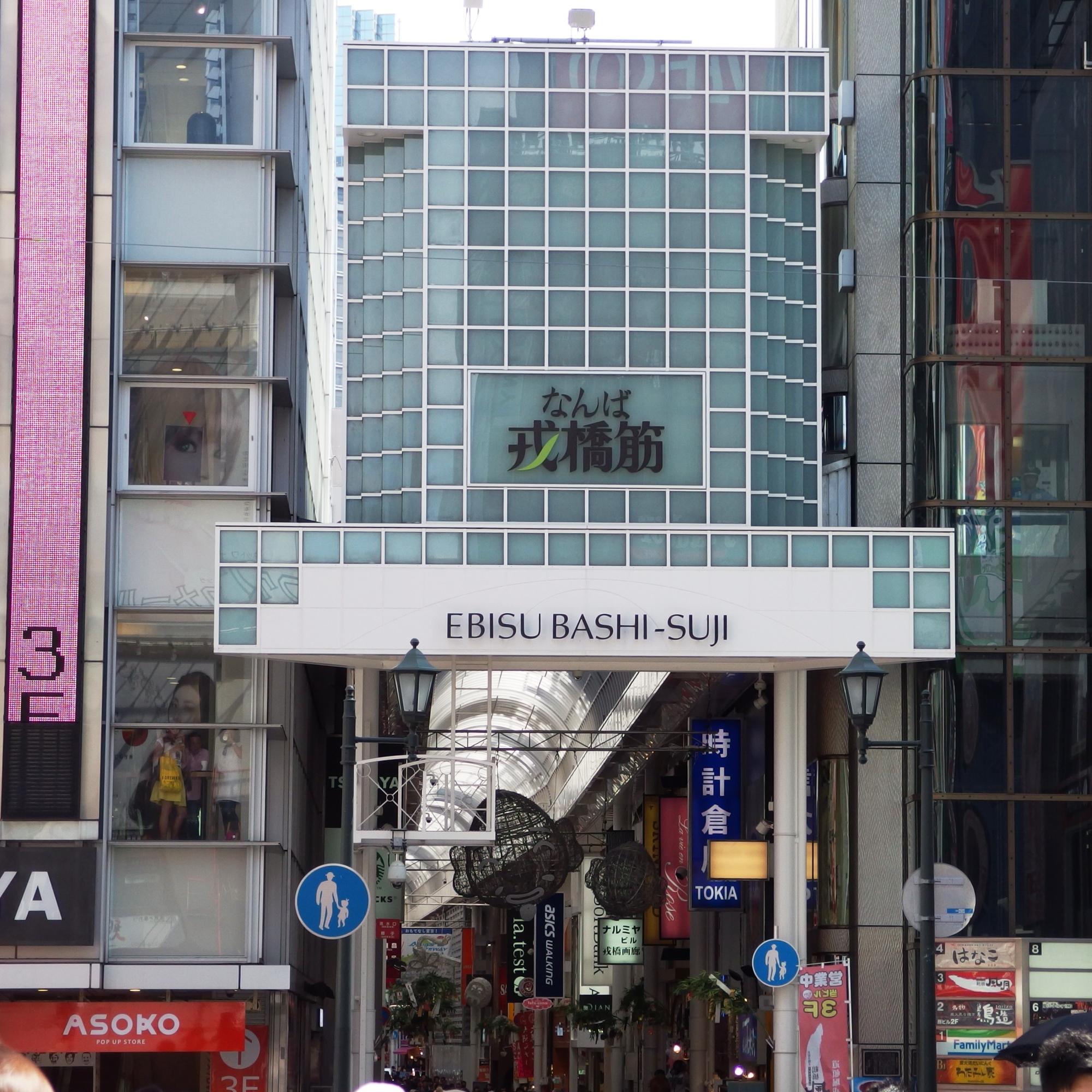
戎橋筋商店街

## 脚注
1. ↑  ミナミのシンボル「戎橋」82年ぶり架け替え完成－記念式典も （页面存档备份，存于） - なんば経済新聞、2007年11月21日。